# Barinas
Barinas er en af Venezuelas 23 delstater (estados). Hovedstaden i delstaten har samme navn. Barinas er underinddelt i 12 kommuner (municipios) og 45 sogn (parroquias).
Landets tidligere præsident, Hugo Chávez, blev født i denne delstat. Hans bror, Adán Chávez er guvernør.
8°08′N 69°25′V / 8.13°N 69.42°V